# Craig Quinnell
Jonathan Craig Quinnell (Swansea, 9 luglio 1975) è un ex rugbista a 15 britannico, internazionale per il Galles, il cui ruolo era seconda linea.